# Lisa Frühbeis

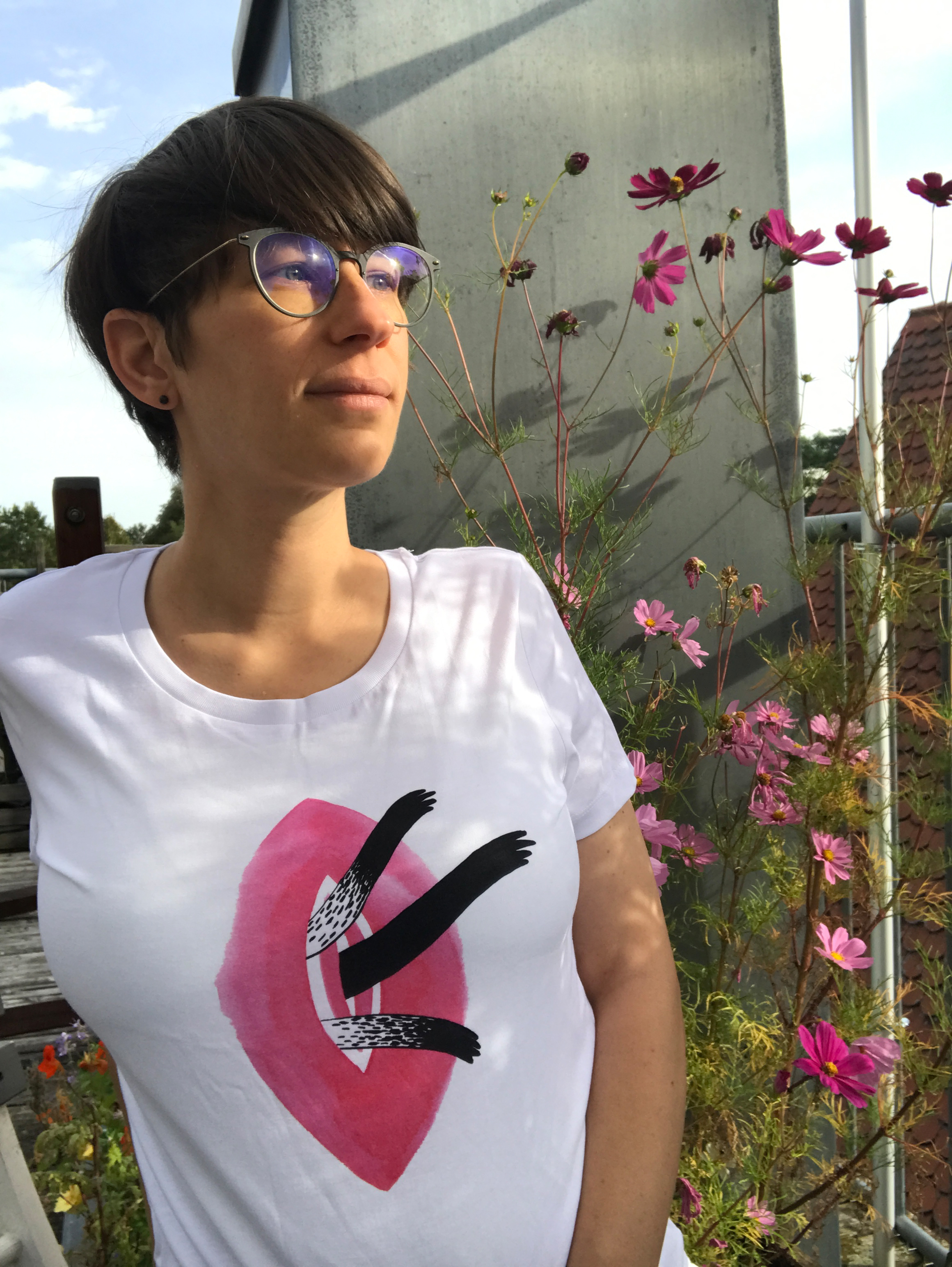
Selbstporträt von Lisa Frühbeis (2023)

Lisa Frühbeis (* 1987 in München) ist eine deutsche Comic-Künstlerin. Viele ihrer Werke sind als Webcomic erschienen, sie setzt sich mit einem feministischen Blick auf die Gesellschaft und mit Rassismus auseinander. Ihr meistbeachtetes Werk ist Busengewunder, eine Sammlung feministischer Comicstrips.

## Leben und Werk
Die Eltern von Frühbeis sind die Radiomoderatoren und -autoren Xaver Frühbeis und Carola Zinner. Sie wuchs in München auf und studierte Kommunikationsdesign an der Hochschule Augsburg, der Ecole Estienne Paris in Frankreich und der ISIA Urbino in Italien. Im Jahr 2011 erhielt sie einen Bachelor in Animation von der Hochschule Augsburg, 2014 schloss sie ihr Studium an der gleichen Hochschule mit einem Master in Freier Zeichnung ab. Frühbeis ist Alumna der Studienstiftung des deutschen Volkes. Sie ist Mitbegründerin der Vereinigung Comicmacher*innen Bayern.
Ihre regelmäßige Comic-Kolumne My 100 days of strangelife erschien von 2017 bis 2019 im Sonntagsmagazin des Tagesspiegels. Der thematische Anstoß kam durch eine Redakteurin, Frühbeis solle doch einmal etwas zum Thema Menstruation zeichnen. Die Anregung kam für sie so überraschend, dass sie die Situation selbst zum Thema ihrer ersten Panels machte. Die einzelnen Comic-Episoden wurden monatlich im Sonntagsmagazin des Tagesspiegels veröffentlicht. In insgesamt 30 Episoden ihrer feministischen Kolumne verbindet Frühbeis autobiografische Elemente mit der Vermittlung lehrreicher Inhalte, zum Beispiel mit der Geschichte des Büstenhalters. Die Künstlerin arbeitete an jeder Comicgeschichte etwa eine Woche lang, aufbauend auf rund zwei Tagen Recherche. 2020 wurde die Sammlung feministischer Comicstrips unter dem Titel Busengewunder im Carlsen Verlag veröffentlicht. Ebenfalls im Jahr 2017 war Frühbeis Mitherausgeberin des Comics Versunken & Entsprungen, als Künstlerin steuerte sie den Titel Afras Geschichte bei. Sie erzählt darin die Geschichte der schwarzen Prostituierten St. Afra, um diese anschließend historisch und soziologisch zu analysieren.
2019 lehrte sie Illustration an der Hochschule Würzburg, seit Oktober 2020 unterrichtet Frühbeis Illustration an der Hochschule Macromedia am Standort München. Für einen Workshop an der Hochschule für Fernsehen und Film München zum Thema Critical Whiteness gestaltete Frühbeis im Jahr 2020 einen begleitenden Comic. Der Workshop wurde am Lehrstuhl Creative Writing unter der Leitung Doris Dörrie organisiert und von Andrea Gugger-Diouf ausgerichtet. Veranstaltung und Comic haben zum Ziel, Rassismusprobleme in der Medienwelt aufzuzeigen und verständlich zu präsentieren. Grafikkonzept und Lettering stammen von Florian Schläffer, bei den Texten wurde Frühbeis von Kerstin Öchsner unterstützt. Von dem Comic wurden 2000 Exemplare gedruckt.
2021 war Frühbeis eine von vier Künstlerinnen, die zum Webtoon-Projekt Scroll Down to Proceed des Goethe-Instituts beitrugen. Das Projekt diente als Grundlage für den digitalen Austausch von jeweils zwei deutschen und süd-koreanischen Comic-Künstlerinnen; neben Frühbeis waren noch Elizabeth Pich, Hyeojae Han und SeoYoung Min an der Kooperation beteiligt. Während der COVID-19-Pandemie tauschten sich die Beteiligten über vier Monate online untereinander aus und besprachen zum Beispiel Skripte und Storyboards. Im Fokus der Geschichten stehen jeweils eine weibliche Protagonistin und ihre Lebensumstände. Seit dem 14. September 2021 wurden die Ergebnisse des Projektes in englischer Sprache auf der Webtoon-Plattform Tapas veröffentlicht. Frühbeis steuerte den Webtoon A Fraction of Time (auf Deutsch Der Zeitraum) bei. Darin kommt eine alleinerziehende Mutter, die gerade von ihrem Mann verlassen wurde, im kleinen Ferienhaus ihres Onkels unter. Während sich die Situation mit ihrer Arbeit und den Kindern zuspitzt, findet die Frau den Ausweg in einer von allem abgeschotteten Parallelwelt. Der Comic erschien zwischen September und November 2021 in 15 Episoden auf der Webtoon-Plattform Tapastic.
Im Sommer des Jahres 2022 gestaltete Frühbeis die Fenster des Hallenbads im Stadtteil Augsburg-Göggingen neu. Zu sehen sind unterschiedliche Wassermotive, darunter befinden sich etwa Fische, Menschen beim Wassersport oder Wellen. Frühbeis hatte sich im Mai 2022 mit ihrem Konzept bei einer öffentlichen Ausschreibung der Stadt Augsburg durchsetzen können. Ebenfalls 2022 brachte die Hochschule für Fernsehen und Film München mit Unterstützung der Gesa Chomé Stiftung den Sachcomic Ich bin doch kein:e Antisemit:in. Ein Sachcomic über antisemitische und weitere diskriminierende Gedanken heraus. Frühbeis zeichnete den Comic nach den Texten von Thomas Meyer, mit dem Ziel, den „hochaktuellen Inhalt einfach und verständlich für ein breiteres Publikum zugänglich“ zu machen.
Lisa Frühbeis hat ein Kind. Sie lebt und arbeitet in Augsburg.

## Veröffentlichungen (Auswahl)
- Afras Geschichte. Kurzcomic in Versunken & Entsprungen, Wißner-Verlag, 2017, Paperback, ISBN 978-3-95786-134-4.
- 100 Frauen. Sachbuch herausgegeben von Sabine Kranz und Annegret Ritter mit einem Beitrag unter anderem von Lisa Frühbeis, Verlagshaus Jacoby & Stuart, 2018, Hardcover, ISBN 978-3-946593-98-0.
- Menschen, die das Tor öffnen. Kurzcomic in Aviso – Zeitschrift für Wissenschaft & Kunst in Bayern, Bayerisches Staatsministerium für Wissenschaft und Kunst 2019, Heft 4, ISSN 1432-6299.[21]
- Busengewunder. Carlsen Verlag, 2020, Softcover, ISBN 978-3-551-79356-0.
- Ich bin doch kein:e Antisemit:in. Ein Sachcomic über antisemitische und weitere diskriminierende Gedanken. Sachcomic zusammen mit Thomas Meyer (Text), Gesa Chomé Stiftung 2022.
- Der Zeitraum: Oder wie ich versuchte, das Monster in mir zu lieben. Carlsen Verlag 2023, Hardcover, ISBN 978-3551710864.

## Ausstellungen
Ihre Arbeiten wurden in Ausstellungen des Literaturhauses München, der Brooklyn Art Library in New York, auf dem Andersen Festival in Sestri Levante, dem Vasseau Moebius in Angoulême, der Elza Gallery of Art in Ohio und im Glaspalast Augsburg gezeigt.
Im Mai 2021 startete die vom Comic-Salon Erlangen ausgerichtete Wanderausstellung „Vorbilder*innen – Feminismus in Comic und Illustration“. Die Ausstellung präsentiert in acht Themenbereichen 29 Comic-Künstlerinnen, darunter befindet sich ebenfalls Lisa Frühbeis. Bis Juni 2022 waren insgesamt vier Stationen für die Ausstellung geplant, zuletzt beim 20. Comic-Salon Erlangen. Frühbeis steuerte ein großes Wandbild über das Leben von Tove Jansson bei, die Erfinderin der Mumins, für das Frühbeis als Artist in Residence in ihrer Zeit in Malmö recherchierte und zeichnete. Das Wandbild zeigt die kleine Insel Haru, auf der Jansson mit ihrer Lebensgefährtin über 30 Jahre lang in einem selbstgebauten Haus lebte. Die einzelnen Stationen von Frühbeis’ Comic sind dem Thema Freiheit gewidmet. Ihr Beitrag Freiheit ist doch das Schönste wurde im Themenbereich „Aktivistinnen & Anarchas“ der Ausstellung gezeigt. Laut Veranstalter begreifen diese Künstlerinnen den „Feminismus als Teil eines umfassenderen Projekts – sei es ein politisches oder ein humoristisch-anarchisches“.
Vom 13. Januar bis zum 31. Oktober 2021 richtete das Jüdische Museum Augsburg Schwaben die Wechselausstellung „Schalom Sisters*! – Jüdisch-feministische Positionen“ an verschiedenen Orten in Augsburg aus. Frühbeis gestaltete in diesem Zusammenhang eine Straßenbahn, die drei Monate lang durch die Stadt fuhr. Bei der Umsetzung wurde sie von Yi Luo (Kolorierung) und Tajana Gram-Krebs (Typografie) unterstützt. Das Design zeigte Feministinnen unterschiedlicher Generation, die mit Plakaten auf der Straße demonstrierten, darunter befanden sich etwa Suffragetten und Hippies.
Die Ludwiggalerie Schloss Oberhausen organisierte im Kleinen Schloss vom 20. Oktober 2024 bis zum 2. Februar 2025 die Gruppenausstellung Aus der Rolle gefallen – Deutsche Comiczeichnerinnen im Blick. Der Titel der Ausstellung Aus der Rolle gefallen solle bereits zeigen, dass es inhaltlich um vertraute, aber auch zu hinterfragende Rollenerwartungen an Frauen gehe. Neben Lisa Frühbeis wurden noch Leben und Werk von Franziska Becker, Julia Bernhard,  Paulina Stulin und Mia Oberländer vorgestellt. Die gezeigten Künstlerinnen gehören, bis auf Becker, zu den Jahrgängen von Mitte der 1980er bis Mitte der 1990er Jahre. Damit sind sie laut den Ausstellern „Stimmen einer Generation, in der es immer selbstverständlicher wird auch weibliche Themen in den gezeichneten Geschichten zu besetzen“, in einer vormals männlich dominierten Comicszene (was für Künstler wie auch Leser gelte). Dabei sei es besonders erwähnenswert, dass es sich bei den fünf Comic-Künstlerinnen um „Doppeltalente handelt“, da sie sowohl Inhalt und Text, als auch Illustrationen selbst verantworten. Tenor der Ausstellung war laut Jörg Restoff auf kulturwest.de, dass „herkömmliche Erzählmuster der Comics […] aus der weiblichen Perspektive hinterfragt und umgestrickt“ werden, beispielsweise mit Blick auf „Schönheitsideale, Sexualität oder das tendenziell problematische Verhältnis zum eigenen, als unzureichend empfundenen Körper“. Von Frühbeis waren unter anderem waren Originalzeichnungen und Reproduktion aus Busengewunder zu sehen, zum Beispiel die Comic-Kolumnen „Den Frauen ein Vorbild“ oder „Der Tausch“.

## Auszeichnungen
Frühbeis gewann Studien- und Forschungsstipendien der Maison des Auteurs des Musée de la Bande Dessinée et des images in Angoulême als Artist in Residence, des Austauschprogramms Literatur in Québec des Bayerischen Kultusministeriums, der Stiftung VG Bild-Kunst und der Swedish Comics Association Serieframjandet in Malmö. Im Jahr 2016 erhielt Frühbeis einen New York 3x3 Illustration Show Merit Award. Im gleichen Jahr wurde sie gemeinsam mit Kadir Kara mit einem Joseph Binder Award für ihre Coverillustration der Studentenzeitung UnAuf der Humboldt-Universität zu Berlin in der Kategorie „Medienillustration“ ausgezeichnet.
2020 wurde sie für Busengewunder sowohl mit einem Max-und-Moritz-Preis in der Kategorie „Bester deutschsprachiger Comic-Strip“, als auch mit dem Bayerischen Kunstförderpreis in der Kategorie „Literatur“ geehrt. In der gleichen Kategorie wurden in dem Jahr ebenfalls Andreas Thamm für den Jugendroman Heldenhaft, Dana von Suffrin für den Roman Otto und Lisa Jeschke für den Lyrikband Die Anthologie der Gedichte betrunkener Frauen gefördert.
Im folgenden Jahr zählte Frühbeis zu den Preisträgern des 62. Kunstförderpreis der Stadt Augsburg in der Kategorie „Literatur“. Die Kunstförderung in Höhe von insgesamt 27.000 Euro verteilt sich auf acht Preisträger in fünf Kategorien. Roland Schnell wurde ebenfalls im Fachbereich „Literatur“ gefördert. Die Jury war überzeugt, dass Frühbeis den Kunstförderpreis wegen ihrer „intellektuellen Wendigkeit, gesellschaftlichen Relevanz und nicht zuletzt der literarischen Qualität“ eindeutig verdient habe. Die Comic-Künstlerin verstehe es, eine klare gesellschaftskritische Haltung humorvoll zu verpacken. Dabei zeige sich ihr weiblicher, genderbewusster Blick grundheiter und als steter Quell, „beständige Vorurteile mit satirischer Schärfe in Frage zu stellen“. Die hohe und sorgfältig recherchierte Informationsdichte beeindruckte die Jury zusätzlich, dabei hob sie Afras Geschichte besonders hervor. Frühbeis durchleuchte hier ein „komplexes Thema der Stadtgeschichte gleichermaßen bildstark wie sachlich“, um letztendlich deren „vielschichtige Wirkungsgeschichte freizulegen und deren Genese kritisch zu hinterfragen“.
Im Jahr 2022 erhielt sie einen GINCO Award für Der Zeitraum in der Kategorie „Bester Webcomic“. Für die Jury stellt die Veröffentlichung dank der „Verwendung von einfachen Linien und Farben, um meisterhafte Bildkompositionen zu gestalten“ ein „absolute[s] Vorbild für den modernen Comic im Web“ dar. Im gleichen Jahr wurde die Gestaltung einer Straßenbahn als Teil der Ausstellung „Schalom Sisters*! – Jüdisch-feministische Positionen“ mit einem Red Dot Design Award in der Gattung „Brands & Communication Design“ ausgezeichnet. Ebenfalls 2022 schaffte es ihr Design für die Gestaltung der Fenster im Hallenbad des Stadtteils Augsburg-Göggingen auf den ersten Platz. Im Rahmen einer öffentlichen Ausschreibung der Stadt überzeugte Frühbeis das Gremium mit ihrer „comicartig sequenzielle[n] Bildgestaltung“ und erhielt ein Preisgeld in Höhe von 2500 Euro. Insgesamt wurden 14 Konzepte gewürdigt.
Im Mai 2023 war sie „Hausgast“ beim Literarischem Colloquium Berlin. Den Stipendiaten wird eines von zehn Gästezimmern zur Verfügung gestellt, die für längere Schreibaufenthalte eingerichtet sind.

## Kritiken
Laut Sabine Buchwald in der Süddeutschen Zeitung widme sich Busengewunder feministischen Themen mit viel „Witz und Offenheit“. Der Comic sei „empathisch, komisch und nachdenklich stimmend“ und in seiner Gesamtheit eine „Art Handbuch weiblicher Empfindlichkeiten“. Dabei begegne die Künstlerin den Tabus mit einem „bewusst kindlich wirkenden Strich“. Judith Heitkamp urteilt im Bayerischen Rundfunk bezüglich Busengewunder, Frühbeis finde in ihrem Alltag immer wieder „Anlässe zum Wundern, Ärgern oder Kichern“. In der Reihe „Comic des Monats“ von rbbKultur zeigt für Andrea Heinze bereits das Cover von Busengewunder, wie tabuisiert die Darstellungen von Frauenkörpern seien („haarige Beine und bloße Brustwarzen gelten in der Öffentlichkeit nicht als schicklich“). Die Sammlung feministischer Comic-Kolumnen analysiere gesellschaftliche Werte und Normen aus weiblicher Perspektive und dabei wundere sich das Alter Ego von Frühbeis immer wieder. Etwa in Bezug auf den weiblichen Körper, wenn in der Öffentlichkeit Brüste und Brustwarzen, anders als bei Männern, durch die Kleidung versteckt werden. Dadurch entlarve die Comiczeichnerin eine Regel, „die die männliche Deutungshoheit über den weiblichen Körper zementiert“. Die behandelten Themen seien nicht unbedingt neu, aber durch den kraftvollen Strich im „Funny-Stil“ auf witzige und ansprechende Art präsentiert. Katja Klengel urteilt, zum Glück gebe es Lisa Frühbeis, „die mit staubtrockenen Geschlechterrollen bricht“.
Für Tyll Peters von Alfonz ist Der Zeitraum in vielerlei Hinsicht herausragend. Trotz des einfachen Stils und wenigen, aber „gekonnt eingesetzten Farben“ entständen „atemberaubende, großartige Bildkompositionen“. Im Tagesspiegel schließt sich Rilana Kubassa dem Lob an. Frühbeis erzähle in eindrücklichen Bildern die Geschichte einer alleinerziehenden Mutter. Während in der Landschaft die Zeit Still zu stehen scheine, tobe im Tiny House hingegen bald das Chaos. Der Zeitraum greife „Probleme auf, mit denen […] Mütter heute noch immer konfrontiert sind – und mit denen sie […] weitgehend alleingelassen werden“.